# Młynice
Młynice – wieś w Polsce położona w województwie kujawsko-pomorskim, w powiecie mogileńskim, w gminie Strzelno.

## Podział administracyjny
W latach 1975–1998 miejscowość administracyjnie należała do województwa bydgoskiego.

## Demografia
Według Narodowego Spisu Powszechnego (III 2011 r.) liczyła 164 mieszkańców. Jest dziewiętnastą co do wielkości miejscowością gminy Strzelno.

## Krótki opis
Młynice to wieś położona w środkowej Polsce. Posiada kompleks sportowy w skład którego wchodzi pełnowymiarowe boisko piłkarskie. Obecnie nie posiada drużyny w oficjalnych rozgrywkach piłki nożnej.